# Daphniphyllum glaucescens
Daphniphyllum glaucescens är en tvåhjärtbladig växtart som beskrevs av Carl Ludwig von Blume. Daphniphyllum glaucescens ingår i släktet Daphniphyllum och familjen Daphniphyllaceae.

## Underarter
Arten delas in i följande underarter:
- D. g. blumeanum
- D. g. lancifolium